# Ндиайе, Фаллу
Фаллу Ндиайе (фр. Fallou Ndiaye; род. 10 ноября 2001, Сенегал) — сенегальский футболист, защитник.

## Карьера
В Сенегале был в составе дакарского клуба «Дуан». C 2021 года играл за молодёжную команду бельгийского «Гента», затем за французский клуб одной из региональных лиг «Арль-Авиньон». В начале 2023 года проходил просмотр в финском клубе «Хака» (Валкеакоски). Участвовал в матчах предсезонного кубка лиги, по результатам которого клубом было решено подписать с ним контракт по схеме «1+2». В сезоне 2023 финской Вейккауслиги сыграл в 19 матчах регулярного чемпионата, в которых забил 2 мяча, и 3 матчах турнира за сохранение места в высшей лиге. Также принял участие в 1 матче Кубка Финляндии. 20 июля при счёте 0:1 вышел на замену за 7 минут до конца ответной игры квалификационного раунда Лиги конференций УЕФА против североирландского «Крусейдерс» в Белфасте (счёт не изменился; в первом матче, завершившимся вничью 2:2, участия не принимал). В начале 2024 года стало известно, что Ндиайе покинул клуб.